# Eneida

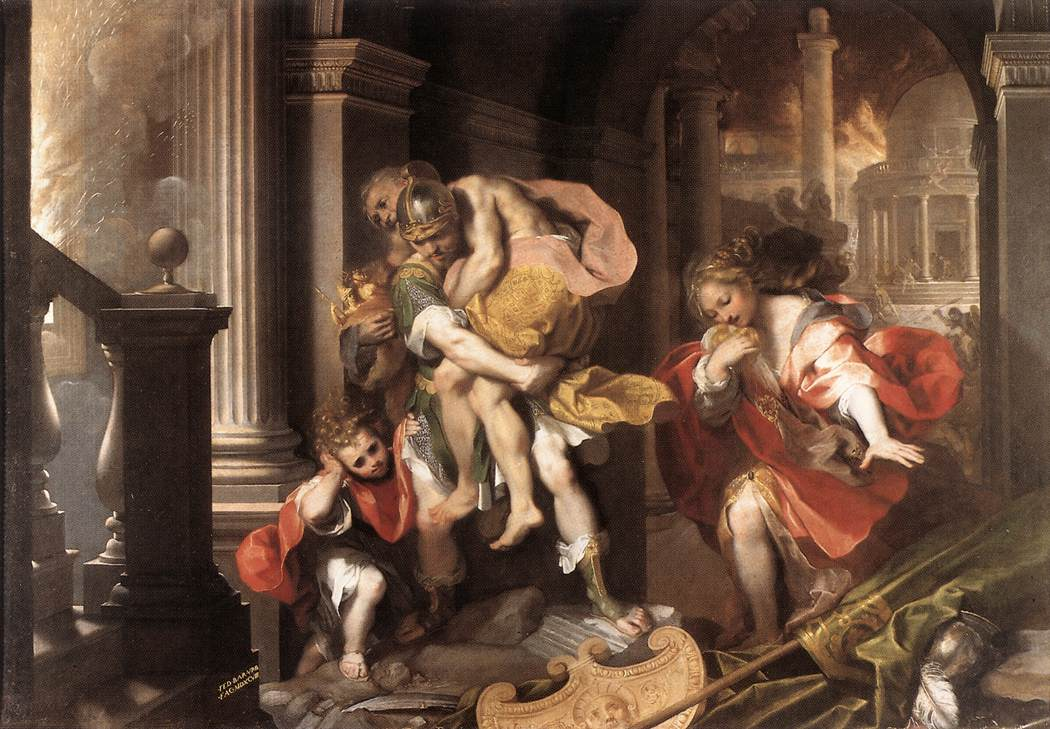
Ucieczka Eneasza z Troi
(Federico Barocci, 1598)

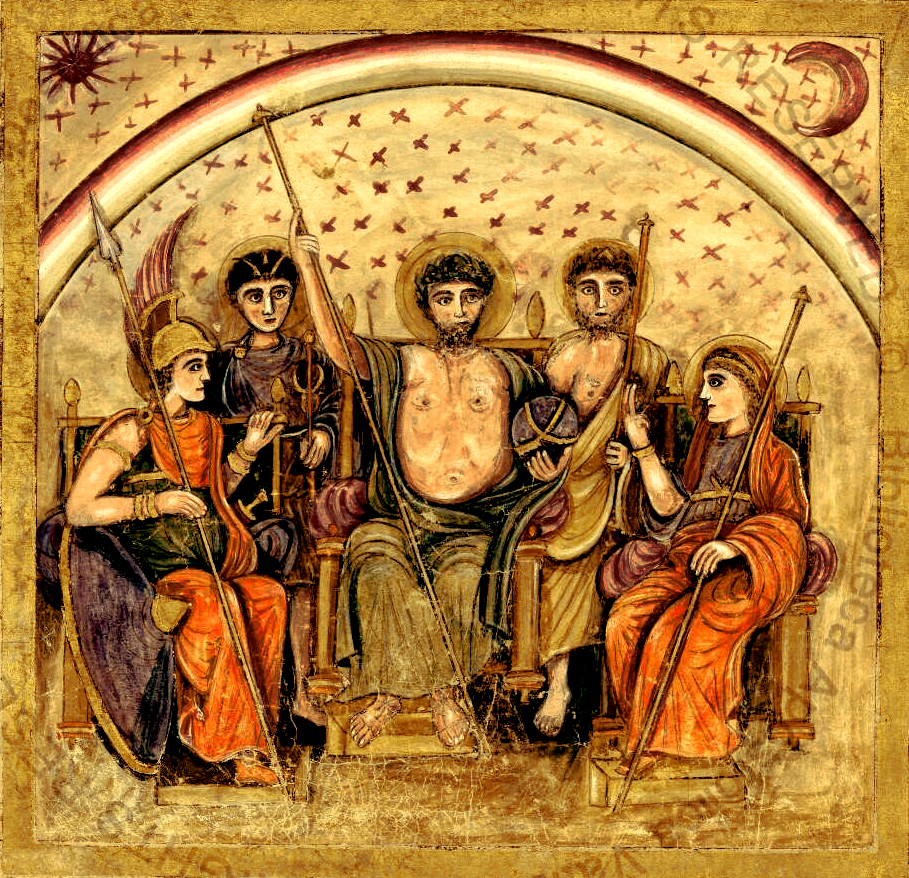
Narada bogów. Ilustracja do Eneidy w późnoantycznym kodeksie Vergilius Romanus (V w.)

Eneida (łac. Aeneis) – rzymski poemat epicki, napisany heksametrem przez Publiusza Wergiliusza Marona, opiewający w 12 księgach o łącznym rozmiarze 9892 wierszy dzieje Trojańczyka Eneasza, legendarnego protoplasty Rzymian.

## Historia i znaczenie poematu
Wergiliusz rozpoczął pracę nad poematem, korzystając z mecenatu Oktawiana Augusta. Komponował dziesięć lat (29–19 p.n.e.) kreśląc najpierw scenariusz prozą, a potem przekładając go na wiersz.
Zmarł zanim ukończył utwór. Uważając, że w bieżącym stanie poemat nie nadaje się do publikacji, Wergiliusz na łożu śmierci polecił spalić autograf. Zapobiegł temu Oktawian August rozkazując nadać utworowi, na ile to możliwe, ostateczny szlif i przygotować go do wydania. Wydawcy, poeci Lucjusz Wariusz Rufus i Plocjusz Tukka, zmienili kolejność niektórych ksiąg i usunęli wiersze, które uznali za zbędne. Świadectwem niewykończenia „Eneidy” są między innymi hemistychia, czyli miejsca, gdzie spójna scena kończy się w połowie pojedynczego wiersza, a ciąg dalszy następuje od nowego. W starożytnej poezji epicznej było to niedopuszczalne i Wergiliusz z pewnością usunąłby tego typu mankamenty, gdyby zdążył.
Wydana z polecenia Augusta „Eneida” zaczyna się od wiersza Arma virumque cano Troiae qui primus ab oris, który był przez stulecia jej nieomylnym znakiem rozpoznawczym. Jednak przekazy starożytne utrzymują, iż wydawca usunął pierwotne cztery wersy otwierające księgę pierwszą, a stanowiące niejako odautorski wstęp do utworu. Usunięty fragment brzmi:
Ille ego qui quondam gracili modulatus avena

carmen et egressus silvis vicina coegi

ut quamvis avido parerent arva colono

gratum opus agricolis. At nunc horrentia Martis

arma virumque cano...
Wydany w roku 17 p.n.e. (około półtora roku po śmierci Wergiliusza) poemat zyskał od razu wielką popularność i wyparł wcześniejsze o półtora wieku Annales Enniusza, został okrzyknięty nową „Iliadą” i „Odyseją” oraz wprowadzony jako obowiązkowa lektura szkolna. W tej ostatniej roli przetrwał od początków cesarstwa rzymskiego w zasadzie do dziś (wybrane fragmenty czyta się na lekcjach łaciny w liceach, a wybrane księgi są obowiązkową lekturą na studiach filologii klasycznej), przez co jest jednym z najbardziej znanych utworów poetyckich pisanych po łacinie. Aluzje i nawiązania do Eneidy często występują w poezji europejskiej w przeciągu ostatnich dwóch tysięcy lat.
Osobliwe odwołanie do Eneidy znajduje się w autografie III części Dziadów Adama Mickiewicza. Przy opisie zupy znajduje się tam taki passus:
Przez pół roku kapuśniak, przez pół roku krupnik,

W których nie było widać listka ani krupy;

Wspomniałbyś Eneidy księgę jedenastą:

Apparent rari nantes in gurgite vasto
Zacytowany wers łaciński istotnie pochodzi z Eneidy, jednak nie z księgi XI, lecz pierwszej (jest to wers 118 tej księgi), co Mickiewicz zlekceważył ze względu na rym. W przekładzie Tadeusza Karyłowskiego fragment ów brzmi Wynurzą się nieliczni nad wielkich wód tonie.
Istnieje również żartobliwa trawestacja Eneidy autorstwa ukraińskiego poety Iwana Kotlarewskiego, przedstawiająca Eneasza jako wesołego kozaka.
O ile zasadniczym walorem poematów Homera, na których Eneida się poniekąd wzoruje, jest ich treść, o tyle pierwszorzędnym walorem Eneidy jest jej forma, czyli wycyzelowany, melodyjny heksametr Wergiliusza. Wiersz jest pełen aliteracji, a jego rytm jest zgodny w wielkim stopniu z aktualną treścią opowiadania, cechy te jednak często przepadają w przekładach na inne języki.

## Streszczenie poszczególnych ksiąg
Akcja poematu obejmuje siedem lat od upadku Troi do osiedlenia się Eneasza w kraju rodzinnym jego przodka Dardanosa, czyli w Italii. Poemat dzieli się na dwie wyraźne części: ks. I–VI oraz VII–XII. Część pierwsza opisuje tułaczkę Eneasza po zburzeniu Troi, i tym samym przypomina Odyseję Homera. Część druga zaś zawierająca opis walk na terenie Italii jest bardziej zbliżona do Iliady.
Przy analizie kompozycyjnej „Eneidy” należy mieć na względzie, że poemat jest nieukończony przez autora.

### Księga I
Incipit: Arma virumque cano Troiae qui primus ab oris, 755 heksametrów.
Inwokacja. Przypomnienie przyczyn gniewu Junony, którego skutki prześladują Trojan, a Eneasza w szczególności. Opis założenia Kartaginy, przypomnienie przepowiedni, według której potomkowie Trojan zniszczą to miasto. Przepowiednia ta oraz wspomnienie dawnych zniewag doznanych od Trojan (sąd Parysa) rozpala na nowo gniew Junony, za której namową Eol rozpętuje burzę na morzu. W burzy tej flota trojańska ulega rozbiciu. Neptun poskramia Eola i uspokaja burzę. Rozbitkowie dobijają do brzegów Afryki, gdzie urządzają polowanie i ucztę. W tym czasie matka Eneasza, Wenus wyjednuje od Jowisza obietnicę, że z krwi Eneasza narodzą się Rzymianie, władcy świata. Eneasz i jego towarzysze wędrują po okolicy i przybywają do Kartaginy, której mieszkańcy zostali już do nich uprzednio przyjaźnie nastawieni przez bogów. Królowa Kartaginy Dydona urządza ucztę na cześć przybyszów. W tym czasie Wenus usypia synka Eneasza, a na jego miejsce podstawia Amora. Amor wzięty przez Dydonę na kolana sprawia, że zakochuje się ona w Eneaszu. Ten podstęp Wenus ma na celu zabezpieczenie Eneasza i pozostałych Trojan przed ewentualnym niebezpieczeństwem ze strony Kartagińczyków.

### Księga II
Incipit: Conticuere omnes intentique ora tenebant, 804 heksametry.
Opowieść Eneasza o zdobyciu i zburzeniu Troi (Koń trojański). Eneasz za namową zjawy Hektora podejmuje ucieczkę z płonącego i rabowanego miasta i uchodzi wraz z ojcem Anchizesem, synkiem Askaniuszem i żoną Kreuzą. Kreuza gubi się po drodze, po jakimś czasie Eneaszowi ukazuje się jej zjawa, która każe mu płynąć do Italii.

### Księga III
Incipit: Postquam res Asiae Priamique evertere gentem, 718 heksametrów.
Ciąg dalszy opowieści Eneasza, jego przygody po ucieczce z Troi. Kolejne etapy podróży to Tracja, Kreta, Strofady (gdzie słyszą przepowiednię, że osiedlą się tam, gdzie głód zmusi ich do zjedzenia własnych stołów), Akcjum, Epir, w końcu lądują na Sycylii. Spotykają tam jednego z towarzyszy Odyseusza, o którym zapomniano podczas ucieczki przed Cyklopem Polifemem (akcja Eneidy dzieje się w tym samym mniej więcej czasie, co akcja Odysei). Ostrzeżeni przepływają do Drepanum, gdzie umiera Anchizes.

### Księga IV
Incipit: At regina gravi iam dudum saucia cura, 705 heksametrów.
Romans Dydony i Eneasza. Opisy narad Dydony z siostrą Anną oraz udręk miłosnych. W tym czasie Junona usiłuje namówić Wenus, żeby zgodziła się na małżeństwo Dydony i Eneasza (Junona chce w ten sposób zapobiec spełnieniu się przepowiedni, według której z Trojan narodzą się Rzymianie i zniszczą Kartaginę). Gdy to się dzieje, Dydona z Eneaszem wybierają się na polowanie. Junona rozpętuje burzę, przed którą oboje kryją się do pieczary. Tam dochodzi między nimi do zbliżenia. Bogini Fama rozpowszechnia wieści o związku Eneasza z Dydoną. Docierają one do Jarbasa, króla Getulów, który starał się o rękę Dydony. Dotknięty Jarbas modli się do Jowisza, by pomścił tę zniewagę. Jowisz za pośrednictwem Merkurego uświadamia Eneaszowi, że ma się stać protoplastą Rzymian, wobec czego pozostanie w Afryce nie wchodzi w grę. Eneasz posłusznie zaczyna w tajemnicy przygotowania do odjazdu. Dydona próbuje wszelkimi sposobami go zatrzymać. Gdy nic nie skutkuje, każe przygotować stos pogrzebowy. Eneasz odpływa bladym świtem
w kierunku Sycylii, a Dydona przeklina go i cały jego ród, po czym wchodzi na stos i przebija się mieczem.

### Księga V
Incipit: Interea medium Aeneas iam classe tenebat, 871 heksametrów.
Flota trojańska przybywa na Sycylię, gdzie gości u króla Acestesa. Eneasz urządza igrzyska na cześć zmarłego rok wcześniej ojca, Anchizesa. Gdy mężczyźni są zajęci rywalizacją, bogini Iris z rozkazu Junony przybiera postać starej Trojanki Beroe i buntuje kobiety trojańskie przeciwko niekończącej się wędrówce. Za jej namową kobiety podpalają okręty. Eneasz wzywa pomocy Jowisza, ten gasi ogień zsyłając rzęsisty deszcz. Za radą wieszczka Nautesa Trojanie postanawiają podzielić się na dwie grupy: jedna zostaje na Sycylii, druga, przeważnie młodzi i silni mężczyźni, płynie z Eneaszem dalej. Eneaszowi ukazuje się we śnie zjawa Anchizesa i zapowiada czekające go w Italii walki. Neptun uspokaja morze na prośbę Wenus, Eneasz z towarzyszami odpływają z Sycylii. W trakcie podróży nocą wypada za burtę sternik Palinurus.

### Księga VI
Incipit: Sic fatur lacrimans classique immittit habenas, 901 heksametrów.
Wyprawa ląduje w Kume, Eneasz udaje się do groty wieszczki Sybilli by dowiedzieć się o swe przyszłe losy. Sybilla udziela mu wyczerpujących odpowiedzi, następnie po złożeniu niezbędnych ofiar i dokonaniu paru innych czynności (które obejmują m.in. zdobycie złotej gałązki na prezent dla Prozerpiny) schodzą razem do Hadesu. Następuje szczegółowy opis tego ponurego miejsca. Eneasz i Sybilla docierają do Acherontu, przez który Charon przewozi dusze zmarłych. Nad brzegiem spotykają zjawę Palinurusa, którego Charon nie chce przyjąć, zwłoki Palinurusa nie zostały bowiem jeszcze pogrzebane. Na widok złotej gałązki Charon przewozi Eneasza i Sybillę. Sybilla usypia Cerbera, oboje z Eneaszem przedostają się do miejsca w Hadesie, gdzie przebywają m.in. samobójcy i nieszczęśliwi kochankowie. Tu Eneasz natyka się na Dydonę, u której na próżno usiłuje wybłagać przebaczenie. Spotykając dalsze okropności piekielne (opisywane w szczegółach) przybywają stopniowo do pałacu Plutona. Oddawszy złotą gałązkę Eneasz dostaje się do Elizjum, krainy szczęśliwości zmarłych. Spotyka tam własnego ojca, Anchizesa. Następuje wykład Anchizesa o wędrówce dusz. Eneasz spotyka dusze swoich potomków (Rzymian) czekające na wcielenie, są to m.in. Romulus, Cezar, Oktawian August. Na koniec Anchizes odprowadza Sybillę i Eneasza do bramy snu, przez którą trafiają z powrotem na ziemię. Flota trojańska odpływa i kieruje się ku Kajecie.

### Księga VII
Incipit: Tu quoque litoribus nostris Aeneia nutrix, 817 heksametrów.
Trojanie przybijają do brzegu opodal ujścia Tybru. Następuje nowa inwokacja (do Erato) i opis sytuacji w Lacjum. Włada nim król Latinus. Jego córka Lawinia według wyroczni ma wyjść za cudzoziemca, ale bieżącym pretendentem do jej ręki jest Turnus, król sąsiedniego plemienia Rutulów. Tymczasem Trojanie rozbijają się obozem na brzegu i urządzają ucztę, pod koniec której zjadają własne stoły, to jest podpłomyki, na których z braku czegoś lepszego rozłożyli potrawy. Jest to zapowiedziany (w ks. III) znak, że tułaczka dobiegła końca. Na drugi dzień przybysze budują na brzegu umocnione osiedle i udają się z poselstwem do Latinusa. Król przyjmuje ich życzliwie, obdarowuje szczodrze, a Eneaszowi obiecuje rękę Lawinii. Junona jak zwykle usiłuje temu przeszkodzić, podburza Turnusa i Rutulów przeciwko Eneaszowi, tudzież organizuje awanturę pomiędzy Trojanami w obozie a okolicznymi plemionami italskimi. Następuje katalog wojsk italskich, które szykują się na wojnę z Eneaszem.

### Księga VIII
Incipit: Ut belli signum Laurenti Turnus ab arce, 731 heksametrów.
Lacjum szykuje się do wojny, jedna i druga strona poszukuje sojuszników. Eneaszowi ukazuje się bóg Tybru, przypomina pomyślne przepowiednie, po czym radzi udać się po pomoc do mieszkającego w okolicy Greka Ewandra. Eneasz wyrusza w drogę i przybywa do miasta Ewandra podczas święta Herkulesa. Ewander oprowadza przybysza po mieście i opowiada mu jego historię. Na koniec obiecuje Trojańczykom pomoc w postaci oddziału jazdy pod wodzą własnego syna, Pallasa. Przy tej okazji Wenus zsyła Eneaszowi znaki zapowiadające pomyślną przyszłość. Tymczasem na prośbę Wenus Wulkan robi zbroję dla Eneasza. Zbroję tę Wenus przekazuje Eneaszowi w gaju w pobliżu Caere, gdzie Eneasz zatrzymał się na popas wraz z oddziałem Pallasa. Na zewnętrznej stronie tarczy Wulkan zobrazował przyszłe dzieje Italii i potomków Eneasza aż do Augusta (tarcza Eneasza jest wyraźną aluzją do znanej z Iliady tarczy Achillesa, wykutej przez Hefajstosa).

### Księga IX
Incipit: Atque ea diversa penitus dum parte geruntur, 818 heksametrów.
Za radą Junony Turnus uderza na obóz trojański pod nieobecność Eneasza. Rutulowie podpalają okręty Trojan, które bogini Kybele zamienia w nimfy. Widok ten sieje popłoch wśród atakujących, jednak Turnus potrafi nad tym zapanować. Dwaj Trojanie, Nisus i Euryalus, postanawiają przekraść się nocą przez nieprzyjacielskie linie, żeby donieść Eneaszowi o sytuacji. Po drodze zabijają wielu nieprzyjaciół, natykają się jednak na oddział Wolcenusa, sprzymierzeńca Rutulów. Wywiązuje się walka, w której ginie zarówno Nisus, jak i Euryalus. O świcie Rutulowie ruszają do ataku na obóz trojański niosąc w pierwszym szeregu głowy obydwu Trojan zatknięte na włóczniach. W końcu Rutulowie przełamują obronę i przedzierają się bliżej. Wywiązuje się walka wręcz. Syn Eneasza włącza się do niej, ale zostaje usunięty z pola walki przez Apolla. Trojanie po otworzeniu bramy przystępują do skutecznego kontrataku, Turnus (któremu nie może pomóc Junona ze strachu przed Jowiszem) salwuje się skokiem do Tybru.

### Księga X
Incipit: Panditur interea domus omnipotentis Olympi, 908 heksametrów.
Tymczasem Jowisz zwołuje naradę bogów i zabrania im mieszania się do walk aż do czasów wojen punickich. Wywiązuje się sprzeczka pomiędzy Wenus a Junoną. Jowisz podejmuje decyzję, żeby o wyniku wojny Italików z Trojanami zadecydował los. Tymczasem Eneasz zbliża się z flotą trzydziestu statków niosących pomoc Trojanom. Nocą do floty zbliżają się nimfy będące dawniej (przed przemianą dokonaną przez Kybele) statkami trojańskimi. Jedna z nimf informuje Eneasza o sytuacji w obozie. Turnus tymczasem dzieli wojska na dwie części, jedna ma oblegać obóz, druga rusza przeciwko Eneaszowi. W bitwie ginie syn Ewandra Pallas, Turnus zdziera zeń zbroję (tzw. spolia opima). Eneasz chce pomścić Pallasa, ale chwilowo nie może, gdyż Junona (za zgodą Jowisza) zabiera Turnusa z pola walki. Dowództwo wojsk italskich obejmuje król Etrusków Mezencjusz. W dalszej części bitwy ginie on z rąk Eneasza.

### Księga XI
Incipit: Oceanum interea surgens Aurora reliquit, 915 heksametrów.
Walczące strony zawierają dwudniowy rozejm dla pogrzebania poległych. Eneasz odprawiwszy ceremonie żałobne odsyła zwłoki Pallasa Ewandrowi. Przybywają posłowie italscy z prośbą o wydanie ciał ich poległych. Eneasz zgadza się, a przy okazji proponuje zawarcie pokoju wyjaśniając, że Trojan sprowadziły tu wyroki losu. Rozejm zostaje przedłużony na dwanaście dni. Następują pogrzeby zabitych. Wojska italskie zaczynają się buntować przeciwko Turnusowi, także poselstwa wysłane przezeń do okolicznych królestw po pomoc wracają z niczym. Latinus naciska na zawarcie pokoju z Trojanami, Turnus jest przeciw. Na to nadchodzą zbrojnie Trojanie, wywiązuje się bitwa, którą siły italskie przegrywają i chronią się do znajdującego się opodal miasta. Turnus organizuje zasadzkę na Eneasza, ale w obliczu sytuacji rezygnuje z niej i idzie na odsiecz miastu. Z drugiej strony zbliżają się Trojanie, bitwa jednak nie wywiązuje się, gdyż zapada noc.

### Księga XII
Incipit: Turnus ut infractos adverso Marte Latinos, 952 heksametry.
Turnus decyduje się stoczyć pojedynek (na śmierć i życie) z Eneaszem bez wydawania walnej bitwy. Wojska obydwu stron mają obserwować walkę z bezpiecznej odległości. Junona tymczasem podjudza siostrę Turnusa Juturnę, żeby spowodowała wydanie Trojanom walnej bitwy. Juturna podburza Rutulów, ci prowokują starcie przy pierwszej okazji rzucając włócznię w tłum Trojan. Wywiązuje się bitwa, Latinus ucieka, Eneasz jest ranny. Ranę Eneasza leczy Wenus przy użyciu cudownych leków. Ponieważ Turnus unika starcia, Eneasz decyduje się podpalić miasto Latynów. W końcu jednak dochodzi do pojedynku, w którym Turnusowi pomaga Junona, a Eneaszowi Wenus. Jowisz kładzie temu kres odwołując obydwie boginie z pola walki i przypominając, że z wyroku losu i tak potomkowie Trojan mają się stać panami Italii. Obiecuje wszakże Junonie, że plemię powstałe z połączenia Latynów i Trojan będzie nosić nazwę Latynów, natomiast nazwa „Trojanie” pójdzie w niepamięć. Tymczasem Turnus przegrywa pojedynek i błaga o darowanie życia. Eneasz jest początkowo skłonny na to przystać, ale spostrzegłszy na biodrach Turnusa pas zdarty poprzednio z Pallasa, jednak dobija go.

## Polskie tłumaczenia
Istnieje dziewięć kompletnych polskich tłumaczeń Eneidy pióra niżej wymienionych tłumaczy:
- Andrzej Kochanowski – tłumaczenie pt. Aeneida, to jest o Aeneuszu trojańskim ksiąg dwanaście z 1590 roku.
- Franciszek Dmochowski – przekład wydany pośmiertnie w 1809 roku.
- Jacek Idzi Przybylski – przekład 13-zgłoskowcem wydany w 1811 roku.
- Franciszek Wężyk – przekład wydany w 1878 roku.
- Tadeusz Karyłowski – 13-zgłoskowy przekład z 1924 roku wydawany do dziś przez Bibliotekę Narodową.
- Wanda Markowska – przekład prozą z 1970 roku.
- Ignacy Wieniewski – przekład heksametryczny z 1971 roku.
- Zygmunt Kubiak – przekład 11-zgłoskowy z 1987 roku wydany przez PIW w serii Bibliotheca Mundi i wznowiony w 1998 roku przez Świat Książki.
- Robert R. Chodkowski – przekład heksametryczny, wydany pośmiertnie w 2024 roku.